# 工业基础分类
工業基礎分類 Industrial Foundation Classes數據模型是建築業的一個國際標準數據模型。IAI（英語：International Alliance for Interoperability國際互通操作聯盟）於1997年1月發布了IFC信息模型的第一個完整版本。隨後又陸續發布了幾個更新版本。工業基礎類（IFC）數據模型旨在描述建築行業數據。
它是一種平台中立的開放文件格式規範，不受單個供應商或供應商組的控制。 它是一種基於對象的文件格式，具有由buildingSMART（以前稱為國際互通操作聯盟，IAI）開發的數據模型，以促進建築，工程和建造行業中的互通操作性，是構建信息中常用的協作格式。 常用於建基於 建築信息模型 Building Information Model（BIM）的項目。 IFC模型規範是開放的並且可得到可用。[1] 它由ISO註冊並且是國際標準ISO 16739：2013。

## IFC/ifcXML 式样
- IFC2x4 release (公开版本为IFC 4) (2011年10月17日发行候选版本3)
- ifcXML2x3 (2007年6月)
- IFC2x3 (2006年2月)
- ifcXML2 for IFC2x2 add1 (RC2)
- IFC2x2 Addendum 1 (2004年7月)
- ifcXML2 for IFC2x2 (RC1)
- IFC 2x2
- IFC 2x Addendum 1
- ifcXML1 for IFC2x and IFC2x Addendum 1
- IFC 2x
- IFC 2.0
- IFC 1.5.1
- IFC 1.5